# Nicolás Cambiasso
Nicolás Cambiasso (Buenos Aires, 2 marzo 1978) è un ex calciatore argentino con passaporto italiano, di ruolo portiere.

## Biografia
Di origini genovesi, è fratello maggiore di Esteban, anch'egli calciatore.

## Carriera
Si trasferì giovanissimo in Spagna con il fratello Esteban per giocare nelle giovanili del Real Madrid. Esteban proseguì la sua carriera al Real mentre Nicolás tornò in Argentina, dove ha giocato nella seconda divisione, all'El Porvenir e al Def. de Belgrano.
Dal 2003 al 2007 ha giocato per l'Olimpo in prima divisione. Nel 2007, scendendo di due categorie, si è trasferito all'All Boys, con cui ha vinto il campionato di terza divisione.
Si è ritirato nel dicembre 2014.